# Nesta Rugumayo
Nesta Rugumayo (d. 1972) là một nhà phát triển dinh dưỡng và cộng đồng người Uganda. Bà là mẹ của Hoàng tử Robert Masamba Kimera với Mutesa II, Kabaka thứ 35 của Buganda. Sau đó, cô kết hôn với Edward Rugumayo.

## Đầu đời
Cô được sinh ra Nesta Mukeri ở Vương quốc Tooro. Cô ấy là một Mutooro.

## Giáo dục và sự nghiệp
Năm 1962, Hiệp hội Phụ nữ Quốc gia Thế giới (ACWW) đã trao cho cô học bổng Lady Aberdeen đầu tiên. Cô đã dành một năm tại Trường Y học Nhiệt đới và Vệ sinh Luân Đôn.. Tại London, cô bắt đầu một tình bạn trọn đời với Irene Spry, người chia sẻ cam kết phát triển của cô.
Khi trở về Uganda, cô làm việc cho Bộ Phát triển Cộng đồng để nâng cao nhận thức của phụ nữ ở các cộng đồng nông thôn về nhu cầu dinh dưỡng của trẻ em. Cô ấy đã tham gia đầy đủ vào sự phát triển của Uganda.

## Tử vong
Rugumayo mất năm 1972.